# 植松信一
植松 信一（うえまつ しんいち、1954年（昭和29年）1月13日 - ）は、日本の警察官僚。内閣情報官などを歴任。

## 人物
大分県出身。東京大学法学部卒業。1977年警察庁入庁。
入庁同期に高石和夫元警視庁副総監などがいる。
1985年7月、警視庁国際刑事課警視だった植松は、捜査一課の中島修三警部補とともにロス疑惑捜査のため、LAに派遣され、LAPD（ロサンゼルス市警察）内でLA側の責任者たちと日米合同捜査会議を持った。以降、ウィリアムス刑事を案内人として、2人は現地調査を展開。その猛烈ぶりは、のちに語り草となった。

## 略歴
- 1977年 - 東京大学法学部卒業
- 1977年 - 警察庁入庁
- 1988年 - 警察庁警備局外事課理事官
- 1989年 - 在アメリカ合衆国日本国大使館一等書記官
- 1992年 - 警察庁警備局警備企画課理事官
- 1993年 - 警察庁警備局公安第二課警護室長
- 1995年 - 警察庁警備局公安第二課長
- 1998年 - 内閣官房内閣情報調査室内閣調査官
- 2001年 - 香川県警察本部長
- 2004年 - 警察庁警備局警備企画課長
- 2005年 - 警察大学校国際捜査研修所長
- 2006年 - 警察庁長官官房付（インドネシア国家警察アドバイザー）
- 2007年 - 警視庁公安部長
- 2008年 - 警視庁副総監
- 2009年 - 大阪府警察本部長[1]
- 2010年 - 内閣情報官[1]
- 2011年12月 - 内閣官房参与[3]
- 2012年1月 - 内閣官房参与退任[4]
- 2013年2月現在、世界政経調査会会長、三井住友銀行顧問。
- 2020年10月 - 原子力損害賠償・廃炉等支援機構副理事長[5]
- 2024年4月 - 瑞宝重光章受章[6]。